# Rollo de sésamo negro
El rollo de sésamo negro (chino tradicional 芝麻卷, zhī ma juǎn) es un dim sum refrigerado de postre presente en Hong Kong y en algunos barrios chinos de otros continentes. Es dulce y tiene una textura suave y blanda.

## Preparación
El plato empieza con una capa fina de pasta de sésamo negro. Se deja secar hasta que forma una hoja fina, y se enfría. Las hojas se enrollan entonces individualmente.